# Щедрование

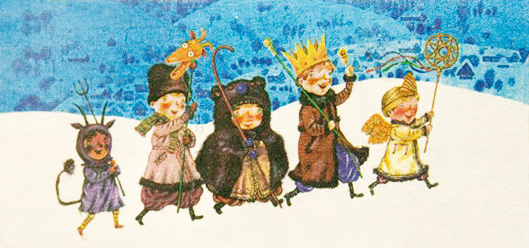
Святки. C украинской марки, 2001

Щедрование — славянский новогодний ритуал обхода домов с исполнением песен-благопожеланий и получением вознаграждения от хозяев дома. Распространён на территории Украины, южной Белоруссии, в западно- и южнорусских областях, частично — в восточных районах Польши и Словакии. У словаков этот ритуал совершался в канун Рождества, называемый Štedrý deň/večer. Центрально-русским аналогом является овсеньканье, а северно-русским — виноградье.
Сходное в основных чертах с сербским, болгарским и греческим колядованием, а также молдавскими и румынскими «плуговыми» песнями (молд. и рум. Plugu š orul), щедрование отличается от них, главным образом, тем, что это название новогоднего обряда известно только восточным славянам. У чехов и словаков Соче́льник называется «Щедрым днём» и величальные или христославные песни поются под Рождество.

## «Запрещения»
Нечто схожее с щедровками, по-видимому, подразумевается под «нощными плещеваниями, бесчинными говорами, бесовскими песнями и плясаниями» и вообще «еллинским беснованием», о котором упоминается в 41 и 92 главах «Стоглава» и в более ранних анонимных поучениях, направленных против остатков язычества на Руси. К 1628 году относится первый правительственный указ патриарха Филарета, запрещавший под страхом духовного наказания «кликать коляды, и овсень, и плуги». Такие запрещения повторялись в XVII и XVIII веках несколько раз, вследствие чего в более позднее время перечисленные обычаи были перенесены с первых трёх дней Рождества на 31-е декабря — канун дня св. Василия, совпавший с началом западноевропейского Нового года. Очень трудно определить, что именно в перечисленных индексах старого времени относится к щедрованию, что — к колядованию, двум сходным обычаям, имевшим почти одинаковое происхождение.

## Обряды
Исследователи обращают внимание ещё на то, что галицкий писатель Иоанн Вышенский говорит о существовании на территории современной Украины в конце XVI века коляды и совсем не упоминает о щедровках. В ближайшей связи с названием обычая щедрования стоит название вечера дня св. Малании (31 декабря), известного под именем «щедрого». Относящиеся к нему занятия и поверья носят некоторые символические черты и отличаются строго хозяйственным характером: в этот день крестьяне приучают к езде и работе молодых лошадей и быков, окропляют их святой водой; ловят воробьев, сжигают их на огне и собирают пепел, который бросают весной в запаханную землю вместе с зёрнами, чтобы «воробьи не нападали на посевы конопли, проса и тому подобное»; остатки соломы от обрядовых костров дают свиньям, чтобы те «хорошо плодились», или обвязывают ей стволы фруктовых деревьев, приговаривая при этом: «щедрого вечора тобі: чи будеш нам родити, чи ні?»'; мимически и символически пашут землю, сеют и так далее.
Среди комических персонажей присутствует Меланка (Маланка) — юноша, переодетый девушкой (дань памяти св. Малании).
Вечером приготовляется трапеза, главным образом, масса пирогов. По окончании приготовлений к «щедрому» вечеру хозяин садится за стол, а детей удаляют на время из комнаты. Затем дети входят в хату и спрашивают: «а где ж наш батько?». Хозяин прячется за кучу пирогов и в свою очередь спрашивает их: «чи ви мене не бачите?». Дети дают отрицательный ответ, на что отец говорит: «Дай Господи, щоб ви ніколи мене не бачили» — иными словами, чтобы в их доме всегда было такое же богатство съестного, как в «щедрый» вечер.
Девочки «щедруют», то есть поют щедровки под окнами и получают за это деньги или что-нибудь со стола хозяев. У белорусов «щодрыми вечерами» называются все вечера от Рождества до Крещения. Женщины не прядут в эти дни, ссылаясь на распространённые среди них рассказы о каком-то страшном старике, наказавшем «лакомую кобету» («прихотливую женщину»), прявшую в «щедрые вечера». Из хозяйственных работ в это время разрешается только починка земледельческих орудий, белья или платья, уборка комнат и стряпня. Подобные обычаи и поверья существуют у бессарабских румын.

## Щедровки
Щедровки имеют определённый стихотворный размер. Принимая во внимание невольные в данном случае переходы из одной поэтической формы в другую и заимствования содержания из колядок, не всегда можно точно установить уклонения от нормы типичного размера щедровок. Тем не менее, нормой их является формула 4 x 4, то есть несколько меньше колядок (5x5), причем нередко четырёхсложная стопа заменяется пяти- и шестистопной. Припевом их служат слова: «Щедрый вечер», «Святый вечер», «Щедрый вечер, добрый вечер — добрым людям на весь вечер» и т. п., повторяемые иногда без всякого отношения к тексту самих щедровок. Содержание последних очень разнообразно; выделение основных мотивов из массы поздних наслоений не всегда возможно, потому что с течением времени к религиозно-мистическим сюжетам стали присоединяться самые обычные духовные стихи, связавшие щедровки с циклом христианских легенд. В этом отношении щедровки у карпатских горцев Галиции сохранились лучше, чем у надднепрянских украинцев.